# Roslags-Kulla
Roslags-Kulla är en småort i Österåkers kommun i Stockholms län, belägen precis söder om Losjön. Orten är även kyrkby i Roslags-Kulla socken.
Byn ligger vid länsväg 276, väster om Östanå slott vid avtagsvägen mot Vira bruk och här återfinns Roslags-Kulla kyrka och en skola.